# Agalliopsis dirhachis
Agalliopsis dirhachis är en insektsart som beskrevs av Paul S. Cwikla och Delong 1985. Agalliopsis dirhachis ingår i släktet Agalliopsis och familjen dvärgstritar. Inga underarter finns listade i Catalogue of Life.